# Hvor lyset kommer ind
Hvor lyset kommer ind er en dansk kortfilm fra 2013, der er instrueret af Kræsten Kusk efter manuskript af ham selv og Mads Matthiesen.

## Handling
Elisas mand er blevet lam og hjerneskadet efter en trafikulykke. Hun passer ham hjemme, men det er svært for hende. Hendes svigerforældre mener ikke, at hun kan klare situationen, og de vil have deres søn indlagt på et plejehjem. Elisa er ikke enig, og mens hendes liv langsomt smuldrer, nægter hun at indse, at hun har mistet sin mand og sit livs store kærlighed.